# Helga Hirsch
Helga Hirsch (* 23. März 1948 in Estorf/Weser) ist eine deutsche freie Publizistin (u. a. Die Welt, Frankfurter Allgemeine Zeitung) und war Korrespondentin der Wochenzeitung Die Zeit für Südost- und Mittelost-Europa.

## Leben
Helga Hirsch wurde 1948 geboren und wuchs in Niedersachsen auf. Ihr Vater stammte aus Breslau. 1967 zog sie nach West-Berlin, wo sie nach einem abgebrochenen Theologiestudium Germanistik und Politikwissenschaft an der Freien Universität studierte. Sie war politisch aktiv und trat der 1970 gegründeten maoistischen K-Gruppe KPD/AO bei. Dort arbeitete sie unter einem Pseudonym, wurde aber vom Verfassungsschutz enttarnt und aufgrund des Radikalenerlasses nicht als Lehrerin eingestellt.
Bei ihrem ersten Polenbesuch 1978 traf sie Oppositionelle aus dem Komitee zur Verteidigung der Arbeiter (KOR) und der Freien Gewerkschaft in Danzig und wandte sich unter diesem Eindruck endgültig desillusioniert vom Kommunismus ab. Sie wurde über die antikommunistische polnische Oppositionsbewegung promoviert und gab 1985 einen Sammelband mit Essays des polnischen Oppositionellen Adam Michnik heraus.
Ab 1985 war Helga Hirsch als Journalistin tätig. Sie stellte polnische Autoren in Deutschland vor (u. a. Zbigniew Herbert, Hanna Krall, Adam Zagajewski) und ergriff Partei für das Anliegen der polnischen Widerstandsbewegung Solidarność, die sie als beispielgebend im Kampf für Freiheit und Demokratie sah. Damit stellte sie sich gegen die linksliberalen deutschen Meinungsführer, die in den Solidarność-Aktivitäten eine Gefährdung des „Wandels durch Annäherung“ im Rahmen der Entspannungspolitik sahen.
Nach der Wende 1989/90 war sie zunehmend enttäuscht darüber, dass in der polnischen Öffentlichkeit keine konsequente „Vergangenheitsbewältigung“ stattfand, sondern ein „dicker Schlussstrich“ gezogen wurde und die Auseinandersetzung mit dem Kommunismus unterblieb. Außerdem kritisierte sie die mangelnde Bereitschaft, sich mit den dunklen Seiten der eigenen Geschichte auseinanderzusetzen, etwa der Vertreibung der Deutschen am Ende des Zweiten Weltkriegs oder dem polnischen Antisemitismus.
Seit 1996 ist Hirsch als freie Autorin tätig. Sie schrieb über Grenzgänger zwischen verschiedenen Nationalitäten, über den Heimatverlust von Polen, Ukrainern, Juden und Deutschen im Kontext des Zweiten Weltkriegs sowie über ethnische und religiöse Spannungen zwischen ethnischen und religiösen Minderheiten in Mittelosteuropa, auf dem Balkan und der Türkei. Zusammen mit der polnischen Holocaust-Forscherin Barbara Engelking gab sie einen Sammelband mit polnischen Texten über den polnischen Antisemitismus heraus. Eine weitere Publikation schildert die kurzzeitige Ansiedlung überlebender polnischer Juden auf ehemals deutschem Boden in Niederschlesien und Pommern. Gemeinsam mit Joachim Gauck verfasste sie seine Biographie sowie zwei Sachbücher über aktuelle politische Fragen. Hirsch ist Autorin mehrerer Dokumentationen für Hörfunk- und Fernsehsender (WDR, Deutschlandfunk und ARTE).
Von 2012 bis 2014 war Hirsch Mitglied der Jury für den Deutsch-Polnischen Journalistenpreis.
Umstritten war Hirschs Engagement für das vom Bund der Vertriebenen geplante Zentrum gegen Vertreibungen in Berlin. Zusammen mit Intellektuellen aus verschiedenen Milieus plädierte sie dafür, die Vertreibung der Deutschen ins kollektive Gedächtnis zu integrieren, ohne die Schuld von Deutschen zu relativieren. Um sich eindeutig von gebietsrevisionistischen Forderungen abzugrenzen, initiierte Hirsch im September 2004 einen offenen Brief, in dem sich Prominente aus den ehemaligen deutschen Ostgebieten ausdrücklich von Entschädigungsforderungen distanzierten.
Hirsch war 2010 Mitarbeiterin in Gaucks Stab für die Bewerbung als Bundespräsident und während seiner Zeit als Bundespräsident (2012–2017) als Beraterin im Bundespräsidialamt tätig.

## Auszeichnungen
2001 erhielt Hirsch den Deutsch-Polnischen Journalistenpreis für Bestraft, ohne schuldig zu sein
2005: Für den Dokumentarfilm Coffee Beans for a Life über einen polnischen Juden wurde sie 2005 mit dem Preis des Latücht-Kinos in Neubrandenburg und 2006 auf dem Festival in Lagow/Polen (bester deutscher Film) ausgezeichnet.
2007: Medienpreis des Ostdeutschen Kulturrats für den Text Die Steine des Elternhauses.
2010 erhielt sie die Dankesmedaille des Europäischen Zentrums der Solidarność im Berliner Reichstagsgebäude, überreicht vom polnischen Staatspräsidenten Bronisław Komorowski.

## Veröffentlichungen (Auswahl)

### Bücher
- 1985: Polnischer Frieden. Aufsätze zur Konzeption des Widerstands. (Hrsg.) Hamburg: Rotbuch Verlag. ISBN 3-88022-305-X.
- 1998: Die Rache der Opfer. Deutsche in polnischen Lagern 1944–1950. Berlin: Rowohlt. ISBN 3-87134-308-0. (poln.: Zemsta ofiar, Warschau 1999)
- 2002: Ich habe keine Schuhe nicht. Geschichten von Menschen zwischen Oder und Weichsel. Hamburg: Hoffmann und Campe. ISBN 3-455-09360-4. (poln.: Nie mam keine buty, Warschau 2003)
- 2004: Schweres Gepäck. Flucht und Vertreibung als Lebensthema. Mit einem Vorwort von Olga Tokarczuk. Hamburg: Edition Körber-Stiftung. ISBN 3-89684-042-8.
- 2007: Entwurzelt. Vom Verlust der Heimat zwischen Oder und Bug. Edition Körber-Stiftung, Hamburg 2007. ISBN 3-89684-065-7.
- 2008: Unbequeme Wahrheiten. Polen und sein Verhältnis zu den Juden. (Hrsg. mit Barbara Engelking) Frankfurt: Suhrkamp Verlag. ISBN 978-3-518-12561-8.
- 2009: mit Joachim Gauck: Winter im Sommer, Frühling im Herbst. München: Siedler Verlag 2009. ISBN 978-3-88680-935-6
- 2011: Gehen oder bleiben? Juden in Schlesien und Pommern 1945–1957. Wallstein Verlag. Göttingen 2011. ISBN 978-3-8353-0930-2.
- 2012: Endlich wieder leben. Die fünfziger Jahre im Rückblick von Frauen. Siedler, München 2012. ISBN 978-3-88680-989-9
- 2019: mit Joachim Gauck:  Toleranz: einfach schwer. Herder, Freiburg 2019, ISBN 978-3-451-38324-3.
- 2023: mit Joachim Gauck: Erschütterungen. Was unsere Demokratie von außen und innen bedroht. Siedler, München 20ehemaligen deutschen Ostgebieten23. ISBN 978-3-8275-0181-3

### Aufsätze
- 1994: Zur Berichterstattung über Deutschland in der polnischen Presse. In: Transodra 4/5, Winter 1993/94, S. 28–33.
- 1998: Bewältigen oder Verdrängen? Der deutsche und der polnische Umgang mit der jüngsten Geschichte. In: /Andreas Lawaty (Hg.): erinnern, vergessen, verdrängen. Polnische und deutsche Erfahrungen. Wiesbaden: Harrassowitz (= Veröffentlichungen des Deutschen Polen-Instituts Darmstadt, Bd. 11), ISBN 3-447-04080-7, S. 78–86
- 2003: Flucht und Vertreibung. Kollektive Erinnerung im Wandel. In: Aus Politik und Zeitgeschichte, B40–41/2003, S. 14–26 (online)

### Dokumentarfilme
- 1999: Späte Opfer – Deutsche in polnischen Lagern 1945–1950 (WDR/MDR)
- 2001: „Der Erbfeind“ – Preußen/Deutschland aus polnischer Sicht (ARTE)
- 2005: Coffee Beans for a Life – Mein Überleben in Kolbuszowa